# 阿尔伯特·海涅

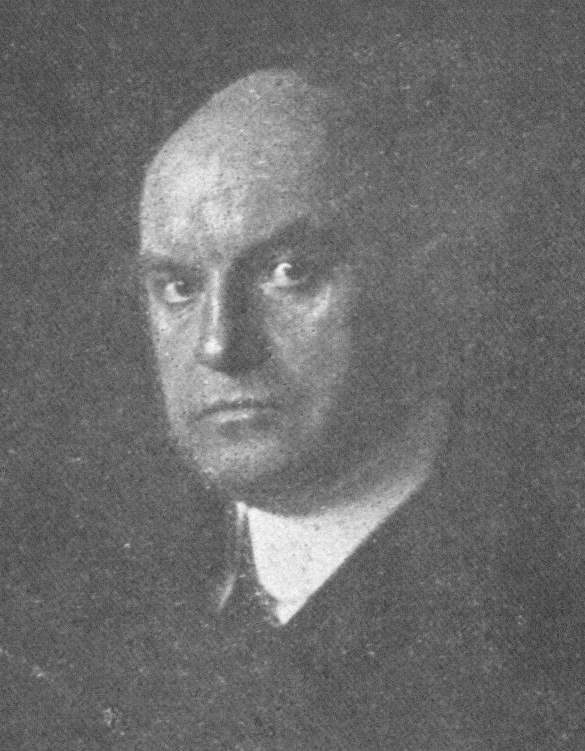
阿尔伯特·海涅

阿尔伯特·海涅（Albert Heine，1867年11月16日—1949年4月13日）是一位德国犹太人以及德国戏剧和电影演員。他还曾执导过两部无声电影。1918-1921年间，他曾担任維也納的城堡剧院院长。